# Arroyo Pelayo
El Arroyo Pelayo es un arroyo de la Comunidad de Madrid que atraviesa la localidad de Torrejón de Ardoz, desembocando finalmente en el río Henares.

## Geografía
El Arroyo Pelayo atraviesa Torrejón de Ardoz en dirección norte-sur, teniendo un marcado carácter estacional pero teniendo agua prácticamente todo el año.
Recoge las aguas de los arroyos Culebras y Huelgas a la entrada de las instalaciones del I.N.T.A., por debajo de las cuales es canalizado. Sale a la superficie en las inmediaciones de la A-2 para volver a ser canalizado bajo el casco urbano hacia los colectores de aguas residuales que se encuentran cerca del Barrio del Castillo. 
Su canalización urbana comienza junto a la Ronda Norte (Calle de Brasil) a pocos metros de la glorieta del Torreón del Ardoz pasando cerca de la biblioteca Federico García Lorca cuya construcción tuvo que ser desplazada unos metros al encontrarse sus constructores con el arroyo. Posteriormente atraviesa el Barrio del Rosario al que antiguamente impregnaba con el mal olor de sus aguas lo que supuso el sobrenombre de "Barrio Malgüele". Paralelo a la calle Mármol, recorre la carretera que lleva al polideportivo Joaquín Blume para finalmente salir a la superficie confluyendo con el arroyo del Valle para desembocar en el río Henares en las inmediaciones del Castillo, detrás de los depósitos de Campsa.
Su cauce está muy alterado. Las canalizaciones se han efectuado con el fin de dar cabida a los nuevos desarrollos urbanísticos o bien como solución medioambiental al ser un arroyo muy contaminado.
A partir de los años 60 los vertidos industriales directos al arroyo Pelayo han supuesto una importante fuente de contaminación y por tanto un grave riesgo para la salud pública. En su momento, la canalización subterránea de este arroyo fue una buena solución, pero las consecuencias no han sido la eliminación de la contaminación (ya que su origen está antes de su entrada al término de Torrejón de Ardoz), sino la desaparición total del arroyo y todo su ecosistema asociado.
- Datos: Q5705838